# Friedrich Jungblut (Eisschnellläufer)
Friedrich Eduard Hellmut „Fritz“ Jungblut (* 19. August 1907 in Wien; † 25. September 1976 in Linz, Österreich) war ein deutsch-österreichischer Eisschnellläufer.

## Karriere
Jungblut startete für den Wiener Eislauf-Verein und bei Welt- und Europameisterschaften für Österreich. Bei den Olympischen Winterspielen 1928 trat Jungblut für die deutsche Delegation über 500 m (20. Rang), 1500 m (11. Rang) und 5000 m (16. Rang) an. Insgesamt stellte er fünf nationale Rekorde auf den Distanzen zwischen 1000 m und 10.000 m auf. Bei den Weltmeisterschaften 1928 als auch 1931 belegte er den 14. Platz.
Als Jugendlicher belegte er 1926 bei den Europameisterschaften den vierten Rang. Fünf Jahre später kam er auf Platz zwölf. Bei den österreichischen Meisterschaften war er in den Jahren 1926 bis 1928 und 1930 siegreich. 1931 belegte er den zweiten und 1931 den dritten Platz.
Am 4. November 1939 beantragte er die Aufnahme in die NSDAP und wurde zum 1. April 1940 aufgenommen (Mitgliedsnummer 7.573.147), er gehörte auch der SS an.

## Persönliche Bestzeiten
| Disziplin | Zeit        | Jahr |
| --------- | ----------- | ---- |
| 500 m     | 46,51 s     | 1931 |
| 1500 m    | 2:27,7 min  | 1931 |
| 5000 m    | 8:46,7 min  | 1931 |
| 10.000 m  | 17:52,8 min | 1928 |

## Weblink
- Friedrich Jungblut  in der Datenbank von Olympedia.org (englisch)